# Krzysztof Maciejewski
Krzysztof Maciejewski (Pabianice; 17 de Abril de 1953 — ) é um político da Polónia. Ele foi eleito para a Sejm em 25 de Setembro de 2005 com 6597 votos em 10 no distrito de Piotrków Trybunalski, candidato pelas listas do partido Prawo i Sprawiedliwość.